# Tamara Pawlowna Netschajewa
Tamara Pawlowna Netschajewa (russisch Тамара Павловна Нечаева; * 17. Oktober 1922 in Narodnoje, Ujesd Borissoglebsk; † 16. August 2003 in Ufa) war eine sowjetisch-russische Bildhauerin.

## Leben
Netschajewa wuchs in Leningrad auf. Von 1940 bis 1941 studierte sie im Haus der Kultur im Leningrader Moskowski-Rajon.
Nach Beginn des Deutsch-Sowjetischen Kriegs mit Leningrader Blockade wurde Netschajewa 1941 evakuiert und kam nach Ufa zum Vetter ihrer Mutter Anatoli Petrowitsch Leschnjow, einem der ältesten Künstler Baschkiriens. Sie begann als Malerin und malte Ufaer Landschaften. Sie kam in Kontakt mit den führenden baschkirischen Malern Kasssim Saliaskarowitsch Dewletkildejew, Alexander Erastowitsch Tjulkin und Marija Nikolajewna Jelgaschtina. Sie lernte die Bildhauer Sergei Dmitrijewitsch Merkurow, Sergei Timofejewitsch Konjonkow und Wera Ignatjewna Muchina kennen, deren Ateliers sie in Moskau besuchte und deren Werke sie studierte.
Als Bildhauerin schuf Netschajewa eine Serie von kleinen Porzellan-Porträt-Plastiken. In den 1950er Jahren gestaltete sie einzigartige Porzellanarbeiten zu baschkirischen Themen. Sie verwendete dann auch Bronze, Granit, Marmor und Schamotte. Ab 1945 stellte sie immer wieder den baschkirischen Freiheitskämpfer und Dichter Salawat Julajew in Bronze, Gips und Porzellan dar. 1952 schuf sie für das erste Salawat-Denkmal in der Baschkirischen Autonomen Sozialistischen Sowjetrepublik (ASSR) in dessen Heimat im Rajon Salawat eine Salawat-Büste. Ein zweites Exemplar kam nach Ufa und dann in den Kurort Jangan-Tau und ein drittes Exemplar (1954) in die Stadt Salawat. Ein weiteres Denkmal steht in
Paldiski. Sie schuf Denkmäler für den Revolutionär Iwan Stepanowitsch Jakutow (1952, Ufa), den Schriftsteller Schagit Achmetowitsch Chudaiberdin (Granit, 1981) und den Schriftsteller Sergei Timofejewitsch Aksokow (Bronze, 1964) sowie Porträts des Dichters Mustai Karim (Marmor, 1961), des Komponisten Sagir Garipowitsch Ismagilow (Aluminium, 1967) und der Heldin der sozialistischen Arbeit Banat Chairullowna Batyrowa  und Keramik-Wandbilder (Baschkirisches Staatliches Nesterow-Kunstmuseum in Ufa). 1967–1969 gestaltete sie zusammen mit B. D. Fusejew und der Architektin L. W. Chichlucha das 12 m hohe Granit-Denkmal für den Entdecker des baschkirischen Erdöls in Ischimbai. Weitere Monumentalskulpturen stehen in Baimak, Kumertau, Salawat, Sterlitamak, Kasachstan und in der Oblast Tscheljabinsk. Eine ihrer letzten Arbeiten war das Denkmal für den baschkirischen Schauspieler Arslan Kotlyachmetowitsch Mubarjakow, das in Assy, Rajon Belorezk, errichtet wurde (1997 mit dem Architekten N. N. Bormontow).
Netschajewas Werke wurden auf der Kunstausstellung Kasan 1946, immer wieder auf der Allunionskunstausstellung Moskau (1952–1976), auf dem Festival der Weltfestspiele der Jugend und Studenten Warschau 1955 und auf der Ausstellung der Werke der Künstler der  Baschkirischen ASSR in Halle 1975 ausgestellt. Eine Einzelausstellung  mit über 100 Gemälden, Skulpturen, Keramiken und Porzellanen gab es 1992 und 1997 im Nesterow-Kunstmuseum in Ufa.
1946 und dann wieder 1953, 1955 und 1959 wurde Netschajewa als Werktätigen-Abgeordnete in den Ufaer Stadtsowjet gewählt. Sie war Mitglied der Union der Künstler der UdSSR seit 1943, aus der sie 1947 nach der Ausstellung in Kasan wegen Formalismus in der Malerei kurzzeitig ausgeschlossen war. 1955 wurde sie in den Vorstand der Union der Künstler Baschkiriens gewählt (bis 1991 mit Unterbrechung 1970–1972), dessen Vorsitzende sie 1958–1967 war. 1960 wurde sie in den Vorstand der Union der Künstler der RSFSR gewählt und war dort Sekretärin bis 1969.

## Ehrungen, Preise
- Verdiente Persönlichkeit der Künste der Baschkirischen ASSR (1957)
- Ehrenurkunde des Präsidiums des Obersten Sowjets und des Ministerrats der Baschkirischen ASSR (1960)
- Medaille „Für heldenmütige Arbeit“ (1965)
- Volkskünstlerin der Baschkirischen ASSR (1968)[1]
- Jubiläumsmedaille „Zum Gedenken an den 100. Geburtstag von Wladimir Iljitsch Lenin“ (1970)
- Verdiente Künstlerin der RSFSR (1974)
- Salawat-Julajew-Preis der Republik Baschkortostan (1991)
- Orden der Freundschaft (1998)[5]
- Ehrenbürgerin der Stadt Ufa (2002)[1]

## Werke

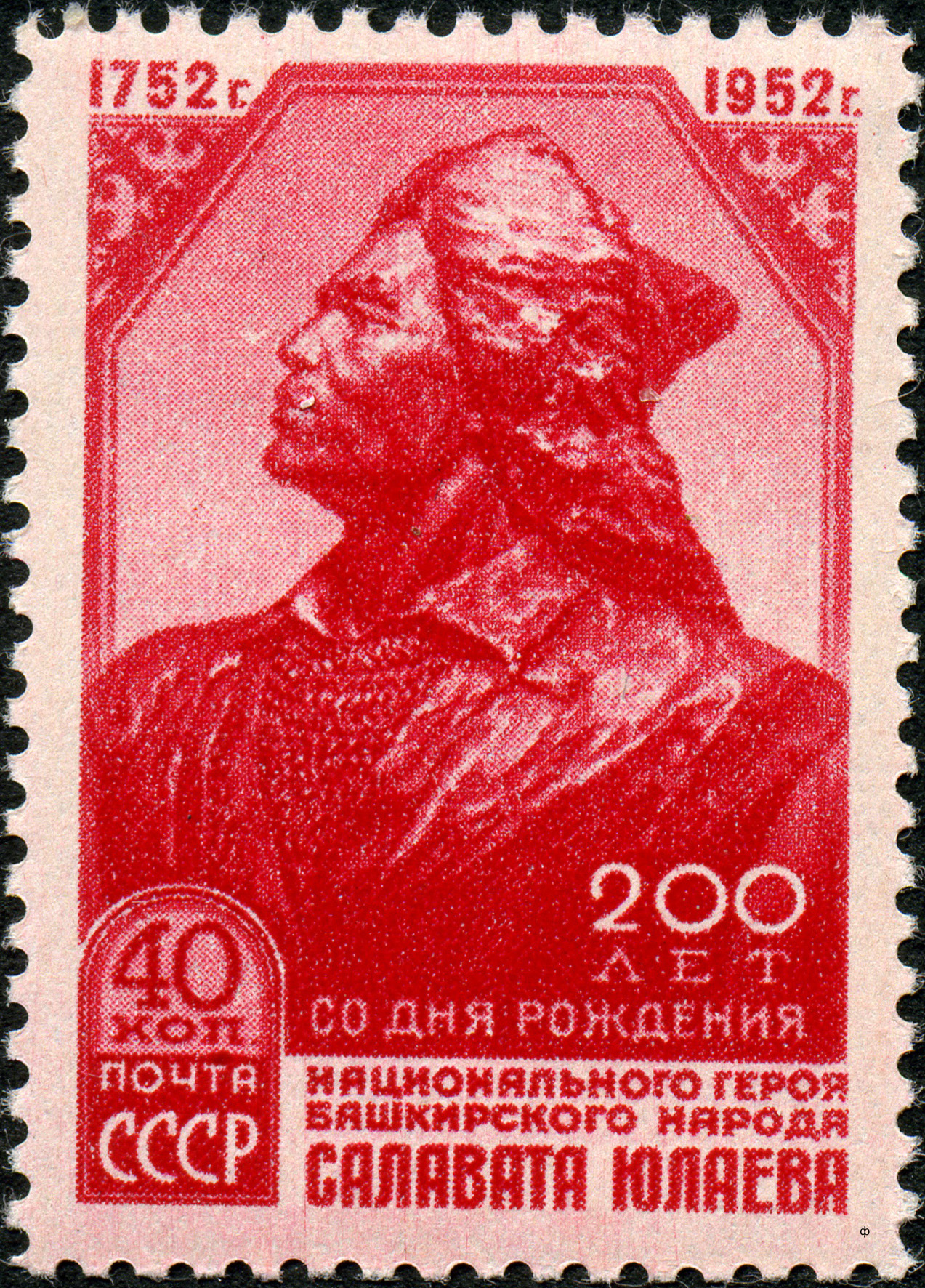
Salawat-Denkmal Ufa (Briefmarke der Post der UdSSR 1952)
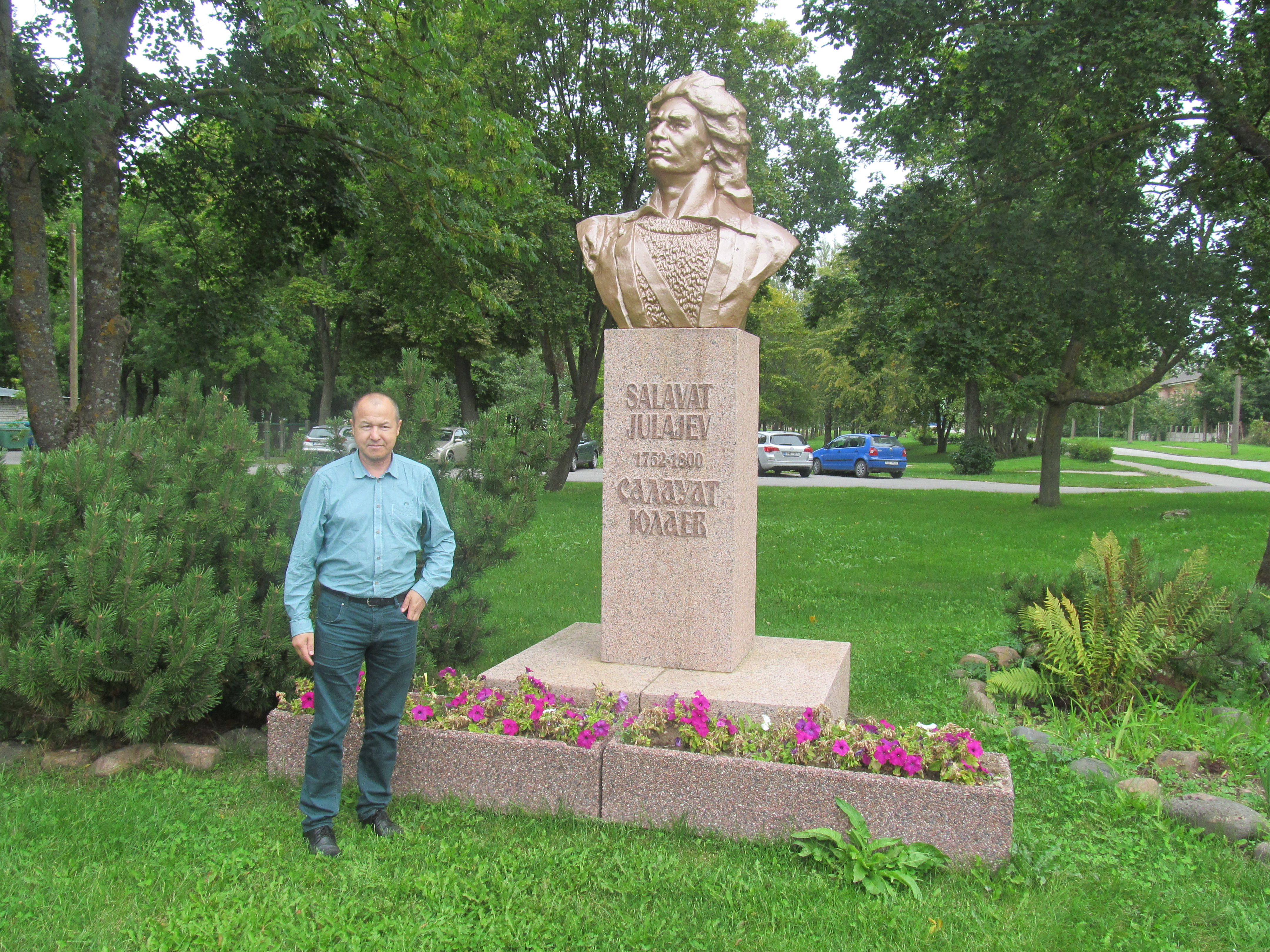
Salawat-Denkmal, Paldiski